# Maxstraße (Bad Kissingen)
Die Maxstraße befindet sich in Bad Kissingen, der Großen Kreisstadt des unterfränkischen Landkreises Bad Kissingen, und beherbergt mehrere Baudenkmäler des Ortes.

## Geschichte
Die Maxstraße war ursprünglich die nördliche Spange des in den 1830er Jahren über dem Gelände der vorherigen Stadtbefestigung um die Altstadt angelegten Straßen"rings".
| Foto | Adresse                                 | Anmerkung                                                                                       |
| ---- | --------------------------------------- | ----------------------------------------------------------------------------------------------- |
|      | Maxstraße 18                            | Villa Neues Schloss, 1908                                                                       |
|      | Maxstraße 22                            | Ehemaliges Hoftor des abgegangenen Würzburger Klosterhofes St. Stephan, sogenannter Steffnerhof |
|      | Maxstraße 23                            | Neue Synagoge, 1900/02 (Architekt: Carl Krampf), 1939 abgerissen                                |
|      | Maxstraße 24                            | Villa, 1900 (Architekt: Carl Krampf)                                                            |
|      | Maxstraße 26                            | Villa, 1888                                                                                     |
|      | Amtsgericht Bad Kissingen, Maxstraße 27 | 1863                                                                                            |
|      | Maxstraße 30                            | Peters Burg, Villa, 1898 (Architekt: Carl Krampf)                                               |
|      | Nähe Maxstraße                          | Wegkreuz, Bildhauer: Valentin Weidner, 1903 oder 1907                                           |